# Bundles
Bundles — восьмой альбом британской группы Кентерберийской сцены Soft Machine, выпущенный в 1975 году. Альбом впервые назван не по порядковому номеру, как предыдущие работы группы.

## Характеристика
Из первого состава Soft Machine в записи альбома принимал участие лишь один музыкант — Майк Рэтлидж, для которого этот альбом стал последней студийной работой в качестве постоянного члена группы.
По мнению рецензента Allmusic, «основной композитор альбома Дженкинс — который постепенно забирал концептуальные поводья в свои руки с момента первого появления на Six — продемонстрировал способность писать гладкий и обтекаемый материал в стиле фьюжн, который при этом сохранял связь с прошлым группы». Заметный вклад в музыку альбома внес гитарист Аллан Холдсворт, это была первая запись группы с гитаристом со времени выпуска дебютного сингла семь лет назад. Сильная игра Холдсворта вдохнула свежую струю в музыку группы и открыла перед ней новые перспективы. Однако Холдсворт покинул Soft Machine ещё до выхода следующего альбома.

## Список композиций
Все композиции написал Карл Дженкинс, кроме указанного в скобках
Сторона один
1. «Hazard Profile Part One» — 9:18
2. «Part Two (Toccatina)» — 2:21
3. «Part Three» — 1:05
4. «Part Four» — 0:46
5. «Part Five» — 5:29
6. «Gone Sailing» (Аллан Холдсворт) — 0:59

Сторона два
1. «Bundles» — 3:14
2. «Land of the Bag Snake» (Аллан Холдсворт) — 3:35
3. «The Man Who Waved at Trains» (Майк Рэтлидж) — 1:50
4. «Peff» (Майк Рэтлидж) — 1:57
5. «Four Gongs Two Drums» (Джон Маршалл) — 4:09
6. «The Floating World» — 7:12

## Музыканты
- Рой Баббингтон — бас-гитара
- Аллан Холдсворт — электрическая, акустическая и 12-струнная гитара
- Карл Дженкинс — гобой, фортепиано, электрическое фортепиано, сопрано-саксофон
- Джон Маршалл — барабаны, перкуссия
- Майк Рэтлидж — орган, электрическое фортепиано Фендер Родес, синтезатор AKS

Дополнительные музыканты
- Рой Уорли — альто-флейта и бас-флейта на «The Floating World»